# Saumont-la-Poterie
Saumont-la-Poterie é uma comuna francesa na região administrativa da Normandia, no departamento de Sena Marítimo. Estende-se por uma área de 15,87 km². Em 2010 a comuna tinha 428 habitantes (densidade: 27 hab./km²).